# Apollo (Rżanicyn)
Apollo, imię świeckie Apołłos Nikanorowicz Rżanicyn (ur. 20 sierpnia?/1 września 1872 w Słobodczikowie, zm. 21 września 1937 w obwodzie wołogodzkim) – rosyjski biskup prawosławny.

## Życiorys
Ukończył seminarium duchowne w Wołogdzie. Po uzyskaniu dyplom był krótko psalmistą w cerkwi Trójcy Świętej w Podlesnym, a następnie został 23 stycznia 1894 wyświęcony na diakona, a następnie na kapłana. Był duchownym żonatym, owdowiał i złożył wieczyste śluby mnisze, zachowując dotychczasowe imię.
19 grudnia 1927 został w cerkwi św. Ireny w Moskwie wyświęcony na biskupa totiemskiego, wikariusza eparchii wołogodzkiej. Jego chirotonię przeprowadził biskup kałuski Sylwester. Po chirotonii biskup Apollo udał się do Wołogdy, gdzie żył u rodziny syna i służył w cmentarnej cerkwi Narodzenia Matki Bożej. W 1929, pozostając wikariuszem eparchii wołogodzkiej, przyjął tytuł biskupa niadomskiego.  
W 1931 został wyznaczony na ordynariusza eparchii archangielskiej. Po dwóch latach sprawowania urzędu został aresztowany pod zarzutem prowadzenia agitacji kontrrewolucyjnej, członkostwa w kontrrewolucyjnej organizacji utworzonej przez duchowieństwo i udzielania pomocy duchownym przebywającym na zsyłce. Skazany na trzyletnie zesłanie, odbywał karę w republice Komi, w rejonie ust-wymskim. Zwolniony w 1936, udał się do Wołogdy, gdzie nie podjął działalności duszpasterskiej, a jedynie śpiewał w cerkiewnym chórze.
W 1937 objął katedrę morszańską. Do Morszanska przybył w lutym 1937, od maja do lipca tego roku zarządzał także wakującą eparchią woroneską. W sierpniu został aresztowany i oskarżony o prowadzenie działalności kontrrewolucyjnej i uczestnictwo w kontrrewolucyjnej grupie duchownych. Podczas śledztwa biskup nie przyznał się do winy. Został skazany na karę śmierci i rozstrzelany we wrześniu 1937 razem z grupą duchownych służących w Morszansku. W 1960 został zrehabilitowany.